# Saponaria chlorifolia
Saponaria chlorifolia là loài thực vật có hoa thuộc họ Cẩm chướng. Loài này được (Poir.) Kunze miêu tả khoa học đầu tiên năm 1846.